# Вежбово (Куявсько-Поморське воєводство)
Вежбово (пол. Wierzbowo, нім. Weidenhof) — село в Польщі, у гміні Лісево Хелмінського повіту Куявсько-Поморського воєводства.
Населення — 89 осіб (2011).
У 1975-1998 роках село належало до Торунського воєводства.

## Демографія
Демографічна структура станом на 31 березня 2011 року:
|          | Загалом | Допрацездатний вік | Працездатний вік | Постпрацездатний вік |
| -------- | ------- | ------------------ | ---------------- | -------------------- |
| Чоловіки | 45      | 4                  | 35               | 6                    |
| Жінки    | 44      | 6                  | 26               | 12                   |
| Разом    | 89      | 10                 | 61               | 18                   |